# Zähleranschlusssäule

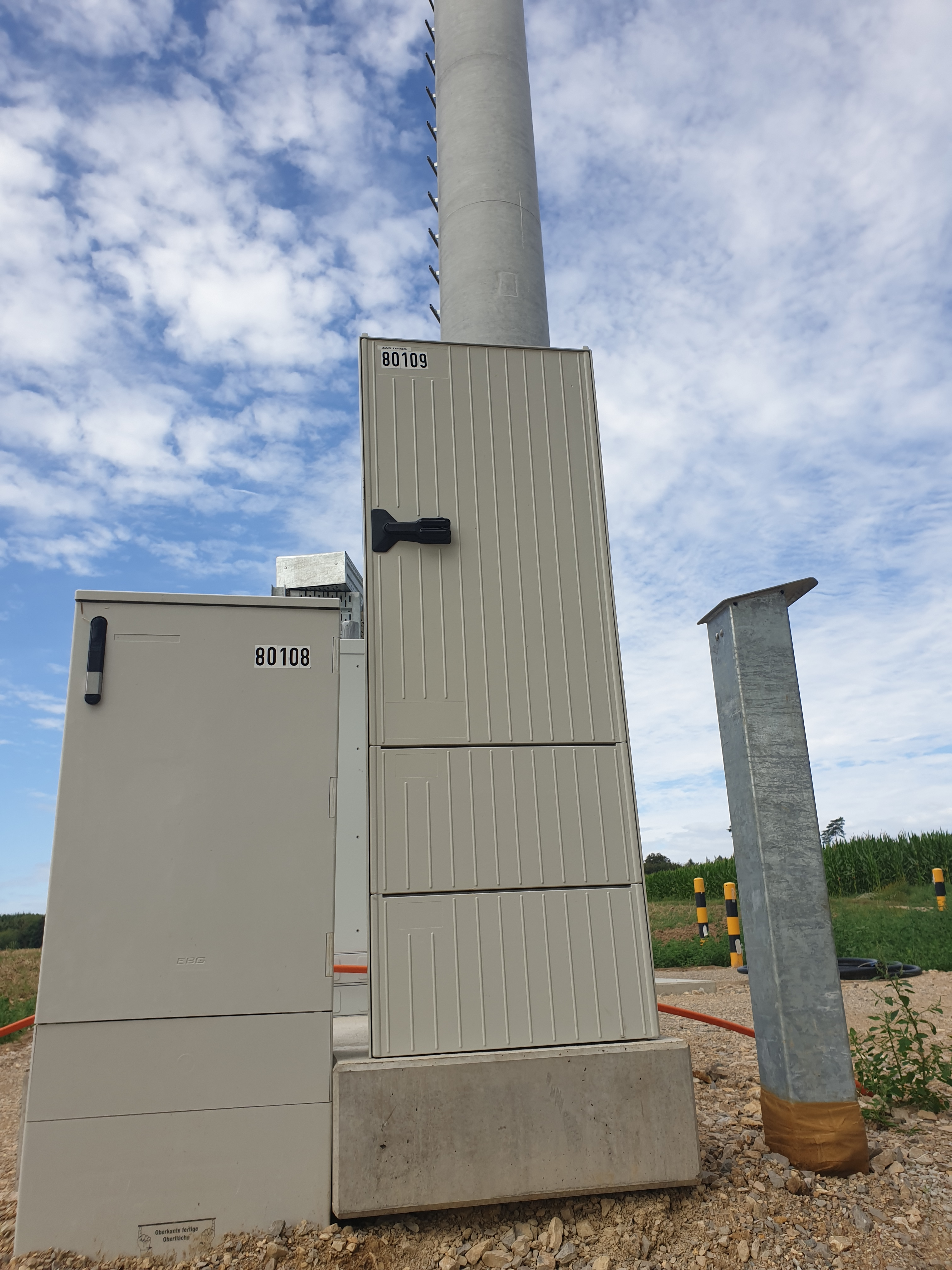
Zähleranschlusssäule an einer Mobilfunksendeanlage

Eine Zähleranschlusssäule (auch Freiluftsäule genannt) ist ein im Erdreich eingelassener Schaltschrank mit integriertem Stromzähler, meist als Netzübergabepunkt zwischen Energieversorgungsunternehmen und privatem Energieverteilnetz. Diese befindet sich in der Regel am Grundstücksrand. Zähleranschlusssäulen kommen meist dort zum Einsatz wo kein Gebäudezugang für den Energieversorger besteht, bzw. gar kein Gebäude existiert. Als Beispiel hierfür wären z. B. Mobilfunksendeanlagen oder Photovoltaikanlagen auf gemieteten Dachflächen zu nennen.
Bei Verwendung als Netzübergabepunkt muss er den TAB (Technischen Anschlussbedingungen) des jeweiligen Energieversorgers genügen.
Vorteile gegenüber einem HAK (Hausanschlusskasten) mit Zählerfeld:
- Zählerablesung ohne Zutritt in Gebäude möglich (z. B. nötig bei einer  Photovoltaikaufdachanlage, welche von einer  Betreibergesellschaft verwaltet wird, welche das Dach gemietet bzw. gepachtet hat, aber kein Zutrittsrecht zum Grundstück hat.)
- Netzverbindung ohne Gebäude möglich, z. B. bei einer freistehenden Photovoltaikanlage oder Windpark
- Bei eingebauter Netztrennstelle (Sicherung), Abschaltung der Energieverbindung vom Grundstücksrand aus möglich; möglicherweise aus Gründen des Brandschutzes gefordert.